# Qasimpur Power House Colony
Qasimpur Power House Colony é uma vila no distrito de Aligarh, no estado indiano de Uttar Pradesh.

## Demografia
Segundo o censo de 2001, Qasimpur Power House Colony tinha uma população de 13,754 habitantes. Os indivíduos do sexo masculino constituem 53% da população e os do sexo feminino 47%. Qasimpur Power House Colony tem uma taxa de literacia de 78%, superior à média nacional de 59.5%: a literacia no sexo masculino é de 85% e no sexo feminino é de 71%. Em Qasimpur Power House Colony, 11% da população está abaixo dos 6 anos de idade.